# Орден књаза Данила I
Орден књаза Данила I је био први, кнежевски, а касније и краљевски орден Црне Горе, за време владавине владара из династије Петровић Његош. Увео га је кнез Данило I Петровић Његош 23. априла 1853, а додељивао се за подвиге у рату против Турске 1852-1853. Мото ордена је „за независност Црне Горе“. Никола I Петровић Његош је 23. априла 1861. реоганизовао орден и увео још два степена. Први степен се носио о ленти са звијездом на грудима, други о траци око врата, док је трећи био првобитни Данилов крст. Године 1873. уводе се још два степена ордена.

## Носиоци
- Митрофан Бан је одликован овим ореденом првог реда приликом прославе 25 година владавине кнеза Николе, 27. октобра 1885.[3]
- Војвода Иван Мусић је одликован овим орденом III степена, пред целом херцеговачко-црногорском војском.[4]
- Никола Тесла
- Живко Драговић
- Анастас Јовановић[2]
- Вук Караџић[2]
- војвода Божо Петровић[2]
- Илија Пламенац[2]
- сердар Филип Петровић[2]
- војвода Јанко Вукотић[2]
- војвода Живојин Мишић[2]
- Милутин Гарашанин[2]
- Илија Гарашанин[2]
- Сима Игуманов[5]
- Јован Белимарковић[5]
- Марко Крстов Берберовић[6]
- Сви руски цареви и велики кнежеви[2]

## Пет степена оликовања
| (први степен) | (други степен) | (трећи степен) | (четврти степен) | (пети степен) |